# Bryum bharatiensis
Bryum bharatiensis е вид мъх от семейство Бриеви (Bryaceae). Видът е открит от екип изследователи от Централния университет в Пенджаб през 2017 г.

## Разпространение и местообитание
Произхожда от Антарктида. Расте предимно в райони, където пингвините се размножават в голям брой.

## Етимология
Видът е кръстен на Bharati, индийската изследователска станция в Антарктида. Самата станция е кръстена на индуистката богиня на знанието и музиката Бхарати.